# Nádorová imunologie
Nádorová imunologie je mezioborová biologická disciplína zabývající se pochopením role imunitního systému ve vývoji a progresi nádorů. Nejznámější aplikace tohoto oboru je nádorová imunoterapie, která využívá imunitní systém k léčbě nádorů. Vztah mezi nádorem a imunitním systémem se dá rozdělit na 3 stavy: eliminace nádoru imunitním systémem, rovnováha mezi imunitním systémem a nádorem a únikem nádoru. Teorie imunitního dozoru, která byla formulována v roce 1957 Burnetem a Thomasem tvrdí, že lymfocyty se chovají jako stráž v rozpoznávání a ničení nádorových buněk. Jedná se o důležitou součást ochrany jedince před vznikem rakoviny a udržení homeostáze organizmu. Je navrhováno, že teorie imunitního dozoru je součástí všeobecnějšího procesu imunoeditace. Vztah mezi nádorem a imunitním systémem se dá rozdělit na 3 stavy: eliminace nádoru imunitním systémem, rovnováha mezi imunitním systémem a nádorem a únikem nádoru, všechny tyto stavy jsou souhrnně označovány jako imunoeditace nádoru.

## Nádorové antigeny
Nádory často vykazují expresi nádorových antigenů, které jsou rozeznávány imunitním systémem, a mohou vyvolat imunitní odpověď.
Nádorové antigeny dělíme na tumor specifické antigeny TSA (Tumor-specific antigen) a s nádory asociované antigeny TAA (Tumor-associated antigen).

### Tumor specifické antigeny (TSA)
Tumor-specifické antigeny jsou antigeny, které se vyskytují pouze na povrchu nádorových buněk. TSA mohou být produkty onkovirů, například proteiny E6 and E7 lidského papillomaviru, vyskytujícího se u rakovin děložního čípku. Tumor-specifickými antigeny mohou být také abnormální produkty mutovaných onkogenů (např. ras) a tumor supresorů (např. p53).

### S nádorem asociované antigeny (TAA)
TAA se vyskytují nejen v nádorových buňkách, ale jsou charakteristické i pro určité typy zdravých tkání. V nádorech se ovšem mohou objevovat v netypických vývojových stadiích buňky, na nestandardních buněčných typech, či mohou vykazovat netypickou mírou exprese. Příkladem mohou být onkofetální antigeny, které se kromě nádorů exprimují i v embryonálních buňkách. Mezi onkofetální antigeny patří AFP (α-fetoprotein), vyskytující se v hepatocellularních karcinomech, a CEA (carcinoembryonic antigen), objevující se na nádorech vaječníků a tlustého střeva. Dalšími s nádory asociovanými antigeny jsou například HER2/neu, EGFR a MAGE-1.

## Imunoeditace nádorů
Imonoeditace nádorů je proces, při kterém imunitní systém interaguje s buňkami nádoru. Imunoeditace se dělí na tři fáze: eliminace (elimination), rovnováha (equilibrium) and únik (escape). Na imunoeditaci se podílí složky adaptivního i vrozeného imunitního systému.
Během fáze eliminace imunitní systém zabíjí nádorové buňky, což vede k potlačení nádoru. Nádorové buňky ovšem mohou získat nové mutace a získat tak výhodné vlastnosti, které jim pomohou vyhnout se imunitnímu dozoru. Takto pozměněné buňky mohou dosáhnout fáze rovnováhy, během které imunitní systém sice neničí veškeré nádorové buňky, ale nádor zatím neroste. Hromaděním dalších mutací může fáze ekvilibria dospět od fáze imunitního úniku. V té získá nádor převahu nad imunitním dozorem, začne růst a ustanoví imunosupresivní prostředí.
Během imunoeditace nádorů jsou eliminovány klony nádorových buněk rozpoznávané imunitním dozorem. Důsledkem je selekce klonů, které jsou rezistentnější k imunitnímu systému. Nádorové buňky se poté dají hůře eliminovat a jsou méně imunogenní. Tato skutečnost byla pozorována i jako důsledek imunoterapeutické léčby rakoviny.

## Mechanismy úniku nádorů před imunitním dozorem
Nádorové buňky využívají mnoha různých mechanismů, aby se vyhnuly imunitnímu dozoru.  

### Mechanismy úniku nádorových buněk před imunitním dozorem:
- Základem protinádorové imunity jsou CD8+ cytotoxické T lymfocyty (Tc). TCR receptory na jejich povrchu rozpoznávají antigeny prezentované na MHC I. třídy, po rozpoznání antigenu je spuštěna cytotoxická odpověď.  MHC I se vyskytují na povrchu všech jaderných buněk. Některé rakovinné buňky mají ovšem sníženou expresi MHC I na svém povrchu, aby unikly rozpoznání cytotoxickými T lymfocyty.[17]
- Úplná ztráta MHC I z povrchu buňky je signálem zabíjení pro NK buňky. Proto si nádorové buňky udržují tak nízkou expresi MHC I, aby unikly Tc a zároveň i NK dozoru.[17] Nádorové buňky jsou často defektní v dráze prezentace antigenů např. tapasinu nebo TAP proteinu. [18]
- Dalším mechanismem úniku před Tc buňkami je ztráta exprese kostimulačních molekul pro cytotoxické T lymfocyty, například CD80 a CD86.[19][20]
- Nádorové buňky produkují molekuly vedoucí k inhibici nebo apoptóze T lymfocytů:
  - Některé nádorové buňky exprimují na svém povrchu FasL, a tím přímo indukují apoptózu T lymfocytů pomocí FasL-Fas interakce.[21]
  - Exprese PD-L1 na povrchu nádorových buněk vede k supresi T lymfocytů po interakci PD-1 a PD-L1. [22]
- Nádorové buňky získaly rezistenci k efektorovým mechanismům NK buněk a cytotoxických CD8+ T lymfocytům:
  - Ztrátou exprese nebo inhibicí molekul apoptotické signální dráhy, jedná se např. o molekuly: apaf, kaspáza 8, bax a bak proteiny.
  - Indukcí zvýšené exprese antiapoptotických, propřežívacích molekul jako je např. bcl-2, iap nebo xiap. [23]

### Nádorové buňky si tvoří imunosupresivní nádorové prostředí:
- Produkce TGF-β nejen nádorovými buňkami, ale i např. myeloidními supresorovými buňkami vedou ke změně CD4+ T lymfocytů na supresivní regulační T lymfocyty (Treg) na kontaktu závislou i nezávislou stimulací. Ve zdravé tkáni jsou Treg důležité pro udržování vlastní tolerance. V nádorech ale tvoří imunosupresivní prostředí. [24]
- Nádorové buňky produkují specifické cytokiny (např. CSF) k tvorbě myeloidních supresorových buněk. Tyto buňky jsou heterogenní skupinou buněk obsahující prekurzory dendritických buněk, monocyty a neutrofily. Myeloidní supresorové buňky mají supresivní vliv na T lymfocyty, dendritické buňky a makrofágy produkcí TGF-β a IL-10. [25]
- TGF-β a IL-10 jsou produkovány také s nádorem asociovanými makrofágy (tumor associated macrophage, TAM). Tyto makrofágy mají typicky fenotyp alternativně aktivovaných makrofágů. Jejich aktivace je asociována s produkcí Th2 cytokinů (např. IL-4,13). Hlavním efektem je imunosuprese, růst nádorů a angiogeneze. [26]
- Nádorové buňky mají na svém povrchu neklasické MHC I molekuly, např. HLA-G. HLA-G indukuje tvorbu Treg, myeloidních supresorových buněk a polarizuje makrofágy do alternativně aktivovaného fenotypu. [27]

## Způsoby imunomodulace v boji proti nádorům
Imunitní system je hlavním hráčem v boji proti nádorům. Je možné vylepšit imunitní odpověď proti nádorům nejrůznějšími způsoby:
- Monoklonální anti-CTLA4 a anti PD-1 protilátky jsou nazývány imunitními checkpoint inhibitory:
  - CTLA-4 je receptor jehož exprimace je zvýšená na membráně aktivovaných T lymfocytů. CTLA-4 CD80/86 interakce vede k vypnutí T lymfocytů. Blokací této interakce monoklonální anti CTLA-4 protilátkou dochází ke zlepšení imunitní odpovědi. Příkladem schváleného léku je ipilimumab
  - PD-1 je receptor, který je nadprodukován na membráně T lymfocytů po jejich aktivaci. Interakce PD-1 s PD-L1 vede k vypnutí nebo apoptóze T lymfocytů. PD-L1 je produkováno take nádorovými buňkami. Monoklonální anti-PD1 protilátka blokující tuto interakci vede ke zvýšení imunitní odpovědi skrz CD8+ T lymfocyty. Příkladem schváleného léčiva je nivolumab. [28]

- Chimerický antigenní receptor T lymfocytů je genetický upravený receptor, jehož extracelulární doména se specificky váže k nádorům a intracelulární signalizační doména umožňuje aktivaci T lymfocytů. [29]

- Nádorová vakcína může být tvořena mrtvými nádorovými buňkami, rekombinantními nádorovými antigeny nebo dendritickými buňkami inkubovanými s nádorovými antigeny.[30]